# Bayer
Bayer is een internationaal concern uit Duitsland, met het hoofdkantoor in Leverkusen, Noordrijn-Westfalen. De moederholding Bayer AG overkoepelt de divisies Healthcare en CropScience. Medio 2018 werd Monsanto door Bayer overgenomen.

## Activiteiten
In 2021 had Bayer een totale omzet van 44 miljard euro, waarvan zo'n 30% in Europa, Midden Oosten en Afrika en 35% in Noord-Amerika werd gerealiseerd. Het heeft vestigingen in zo'n 90 landen wereldwijd. Per jaar besteedt Bayer zo'n 12% van de omzet aan R&D.
De drie belangrijkste divisies van Bayer zijn:
- CropScience - actief in biotechnologie en pesticiden. Medio 2018 werd Monsanto ingelijfd. In 2021 was dit de grootste activiteit gemeten naar de verkopen, het had een aandeel van 45% in de totale omzet.
- Pharmaceuticals - met als vakterrein gezondheid. Hieronder valt ook Bayer Schering Pharma, ontstaan uit de fusie tussen Bayer en Schering AG. Deze activiteit had een aandeel van 42% in de totale omzet.[1]
- Consumer Health - hier worden generieke geneesmiddelen gemaakt die niet meer beschermd worden door patenten.

Daarnaast zijn nog ondersteunende en IT-gerelateerde divisies zoals Bayer Technology Services ondergebracht als deel van het concern. De Nederlandse vestigingen van Bayer zijn gevestigd in Amsterdam, Bergschenhoek, Enkhuizen, Maastricht, Mijdrecht en Wageningen.
De aspirine is een van de meest bekende Bayer-producten. In Nederland is een aspirine voor veel mensen het synoniem voor een pijnstiller. Ook heroïne en mosterdgas zijn door Bayer ontwikkeld.

## Geschiedenis

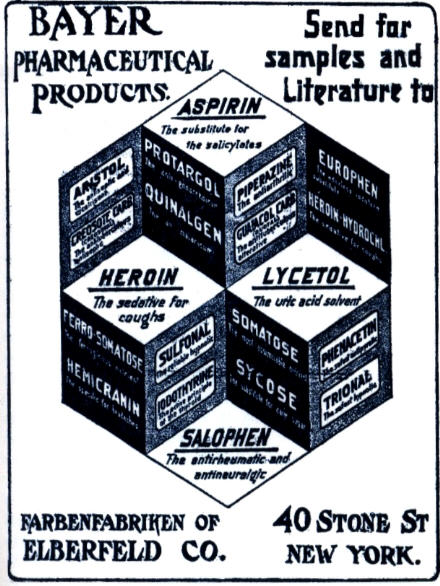
Oude Bayer-advertentie voor o.a. aspirine en heroïne

Bayer werd op 1 augustus 1863 opgericht door Friedrich Bayer en Johann Friedrich Weskott in Barmen (nu een stadsdeel van Wuppertal). Met het op de markt brengen van aspirine in 1899 verwierf Bayer internationale bekendheid; aspirine is ook nu nog een veelgebruikt product. Bayer was het bedrijf dat diacetylmorfine (beter bekend als heroïne) patenteerde op 26 juni 1896.
In 1925 werd het bedrijf overgenomen door IG Farben, waarbij de merknaam 'Bayer' verdween. In 1951 werd Bayer opnieuw opgericht, nadat IG Farben na de Tweede Wereldoorlog door de geallieerden was opgesplitst.
Tot 2004 produceerde Bayer ook industriële chemicaliën onder de divisie Bayer Chemicals. Deze activiteiten werden in dat jaar van het bedrijf afgesplitst en voortgezet in een nieuwe vennootschap genaamd Lanxess.
Medio 2006 kocht Bayer branchegenoot Schering. Familiebedrijf Merck had als eerste een bod uitgebracht, maar Bayer kwam met een hoger bod van 16,3 miljard euro dat Schering accepteerde. Het was de grootste overname in de historie van Bayer en het bracht de totale jaaromzet in gezondheidsproducten op 15 miljard euro.
In mei 2014 werd de consumentendivisie van MSD overgenomen voor 10,2 miljard euro. De overname versterkte de positie van Bayer wereldwijd op het gebied van geneesmiddelen die zonder recept te koop zijn bij de drogist of apotheek. De consumententak van MSD had in 2013 een omzet van US$ 2,2 miljard en telde 2250 werknemers. De omzet van Bayer consumentenproducten was US$ 5,2 miljard in 2013. De transactie werd per 1 oktober 2014 afgerond.

### Verkoop Covestro
Begin 2015 besloot Bayer het onderdeel MaterialScience, hernoemd tot Covestro, af te stoten. Dit onderdeel leverde in 2014 een derde van de totale omzet op, maar slechts 10% van de winst. De omzet van Covestro bedroeg in 2014 zo'n 11,7 miljard euro. Het bedrijf heeft wereldwijd zo'n 30 fabrieken en circa 14.200 medewerkers. Covestro produceert onder meer kunststoffen voor in matrassen, auto's en medische apparatuur. Met de opbrengst van de beursgang worden de schulden afgelost zodat Covestro een relatief hoge kredietrating kan krijgen van de kredietbeoordelaars. In oktober 2015 ging het bedrijf naar de beurs, het leverde Bayer zo’n 1,5 miljard euro op terwijl op 2,5 miljard was gerekend. Er werden minder aandelen tegen een lagere koers verkocht, 24 euro per stuk, mede door de koersdruk als gevolg van het Volkswagen Dieselgate schandaal. Nadien heeft Bayer het belang stapsgewijs afgebouwd, van 64,2% per begin 2017, naar 24,6% per 31 december 2017 en een jaar later was het gedaald naar 7,5%. In 2020 is het hele belang afgestoten.

### Overname Monsanto
In mei 2016 gaf Bayer aan Monsanto te willen overnemen, de grootste zaadproducent ter wereld. Bayer is gemeten naar omzet ongeveer drie keer zo groot als Monsanto. De combinatie wordt de grootste ter wereld in zaden en landbouwbestrijdingsmiddelen, en heel groot in medicijnen en chemicaliën. Samen komt de jaaromzet uit op zo’n 55 miljard euro en het aandeel uit zaden en landbouwbestrijdingsmiddelen op meer dan 50%. Bayer verhoogde zijn bod van 122 dollar tot 125 dollar per aandeel in juli 2016, en tot 128 dollar in september 2016. Bayer heeft ook de breakup fee verhoogd van 1,5 tot 2 miljard dollar, wanneer de overname vanwege mededingingsbezwaren niet door zou gaan. Bayer moest toestemming krijgen van 30 autoriteiten, waaronder de Europese Commissie, China en Brazilië. Eind mei 2018 gaf het Amerikaanse ministerie van Justitie toestemming voor de overname. Voor de Europese toestemming hebben Bayer en Monsanto ingestemd om voor ruim 6 miljard euro aan activiteiten en onderzoeksfaciliteiten af te stoten, hoofdzakelijk aan het Duitse chemiebedrijf BASF. Op 7 juni 2018 werd de transactie afgerond.
In juni 2020 bereikte het een overeenstemming met een grote groep klagers die het bedrijf hadden aangeklaagd in verband met het bestrijdingsmiddel Roundup waarin glyfosaat is verwerkt. Bayer gaat een bedrag van zo'n US$ 11 miljard uitkeren.

### Belangrijke herstructurering
Eind november 2018 maakte Bayer bekend dat de komende drie jaar 12.000 banen gaan verdwijnen. Deze maatregel maakt deel uit van een plan om 2,6 miljard euro aan kosten te besparen in 2022. Het grootste deel van ontslagen vallen in Duitsland. Bayer had toen nog 118.200 mensen in dienst, waarvan 1200 in Nederland.
Verder werden diverse niet-kernactiviteiten, zoals diergeneesmiddelen, afgestoten. Medio 2019 heeft Bayer een overeenkomst gesloten met Yellow Wood Partners voor de verkoop van Dr Scholl’s schoenen. De investeringsmaatschappij is bereid 585 miljoen dollar voor de activiteit te betalen. Dr Scholl’s is meer dan 110 jaar geleden opgericht en werd in 2014 door Bayer ingelijfd. Het rapporteerde over 2018 een omzet van 234 miljoen dollar. In mei 2019 verkocht Bayer al het merk Coppertone, zonnebrandcrème, aan de Duitse cosmetica groep Beiersdorf voor 550 miljoen dollar. In augustus 2019 maakte Elanco Animal Health bekend de diergeneesmiddelendivisie van Bayer te willen kopen. Elanco is bereid 7,6 miljard dollar te betalen, waarvan 70% in geld en de rest met aandelen. Elanco is de voormalige diergeneesmiddelentak van farmaceut Eli Lilly en werd in 2018 naar de beurs gebracht. De transactie werd in augustus 2020 afgerond.
In oktober 2020 werd de overname bekendgemaakt van het Amerikaanse biotechbedrijf Asklepios BioPharmaceutical of kortweg AskBio. Bayer is bereid 4 miljard dollar te betalen, waarvan de helft direct en de rest is afhankelijk van het bereiken van bepaalde doelen. AskBio is in 2001 opgericht en houdt zich bezig met de ontwikkeling van gentherapie voor ziekten zoals Parkinson en hartfalen. Bayer heeft laten weten een speciale divisie voor cel- en gentherapie te willen opzetten. Daar gaat ook BlueRock Therapeutics, een kleiner vergelijkbaar bedrijf dat vorig jaar in handen van Bayer kwam, onder vallen. Voor de overname is nog toestemming van toezichthouders vereist, maar afronding wordt nog dit jaar verwacht.
In maart 2022 bereikte het overeenstemming met Cinven. Cinven gaat het bedrijfsonderdeel Environmental Science Professional kopen voor US$ 2,6 miljard. ESP houdt zich bezig met gewasbescherming dat in meer dan 100 landen wordt verkocht. Er werken zo'n 800 mensen en Bayer besloot dit onderdeel af te stoten omdat het niet meer wordt gezien als kernactiviteit.

## Affaires

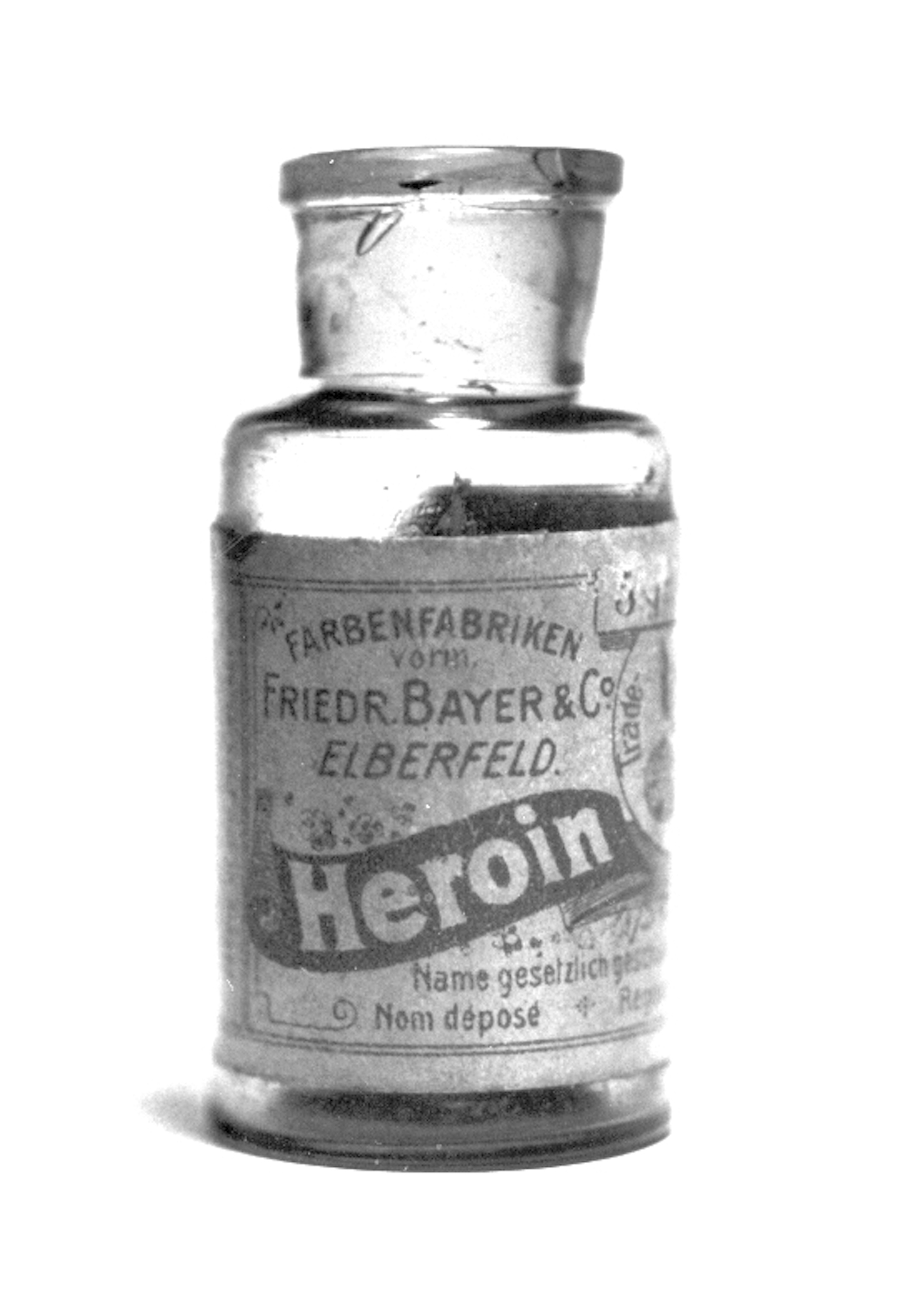
Vooroorlogse farmaceutische heroïne van Bayer

- In mei 2003 is Bayer in opspraak wegens het distribueren van een met hiv besmet medicijn.[19] Bayer zou besmette medicijnen die door de Amerikaanse Food and Drug Administration waren aangemerkt als besmet met hiv, hebben afgezet in diverse andere landen. Een aantal lijders aan hiv klaagde Bayer hiervoor aan.
- Na een aantal ernstige en dodelijke bijwerkingen, waaraan circa 100 gebruikers zijn overleden, heeft Bayer in 2001 het middel cerivastatine (merknaam Lipobay) uit de handel genomen.[bron?]
- De voor acne en overbeharing geregistreerde geneesmiddelen Diane en Diane 35 (cyproteronacetaat), die in de praktijk vaak als anticonceptiemiddel worden gebruikt, zijn in 2012 in opspraak geraakt vanwege het overlijden van enkele gebruiksters.[bron?] In Frankrijk werd het middel in februari 2013 van de markt gehaald.

## Trivia
- Bayer was het bedrijf dat diacetylmorfine (beter bekend als heroïne) oorspronkelijk patenteerde. Spoedig daarna volgde ook Methadon.
- Het bedrijf is verbonden aan de voetbalclub Bayer 04 Leverkusen.
- Het bedrijf had een aantal eigen warenhuizen in Leverkusen onder de naam Bayer-Kaufhaus.